# Ebrahim E.I. Moosa
Ebrahim Moosa (Zuid-Afrika) is een moslimtheoloog.
Moosa studeerde klassieke islamitische wetenschappen in Licknow (India) en was daarna verbonden aan de Universiteit van Kaapstad en Stanford University (Californië). Hij werd in 2001 hoogleraar onderzoek aan Duke University (North Carolina).
Moosa houdt zich bezig met islamitische mensenrechten, islamitische vrouwenrechten, islamitisch familierecht, medische ethiek en politieke ethiek, de geschiedenis van koranexegese, middeleeuws islamitisch recht en middeleeuwse filosofie. Hij promoveerde op de samenhang tussen taal en theologie bij de twaalfde-eeuwse geleerde Abu Hamid al-Ghazali. 
Moosa onderzoekt de invloed van politiek en moderne ontwikkelingen op de islamitische geloofspraktijk. Hij adviseerde de regering van Nelson Mandela over islamitische zaken en maakt deel uit van diverse (inter)nationale islamitische comités.

## Publicaties
- Ghazali and the Poetics of Imagination, University of North Carolina Press, 2005, ISBN 0807856126